# Ácido 3-mercaptobenzoico
Ácido 3-mercaptobenzoico é o composto orgânico de fórmula linear HSC6H4CO2H e massa molecular 154,19. Apresenta ponto de fusão de 144-147 °C. É classificado com o número CAS 4869-59-4, número MDL MFCD00238636 e PubChem Substance ID 24868629.